# Șugag
Șugag – wieś w Rumunii, w okręgu Alba, w gminie Șugag. W 2011 roku liczyła 1143 mieszkańców.